# MS Württemberg
Le MS Württemberg est un ancien remorqueur à roues à aubes construit en 1908/1909 par le chantier naval Sachsenberg-Werke à Roßlau. Il est maintenant un navire musée sur terre à Magdebourg.
Il est classé monument historique (Denkmal) en Saxe-Anhalt.

## Historique
Le MS Württemberg naviguait sur l'Elbe pour la Neue Deutsch-Böhmische Elbschiffahrt AG de Dresde. Pendant la Seconde Guerre mondiale, le navire a été endommagé lors d'une attaque aérienne près de Diera-Zehren. Le navire a subi des dommages supplémentaires lorsqu'un incendie s'est déclaré sur le gaillard d'avant au chantier naval de Dresden-Laubegast. Une fois réparé, il a été utilisé de 1946 au 30 avril 1974 pour la Deutsche Schiffahrts- und Umschlagbetriebszentrale (DSU) et son successeur légal, la compagnie de navigation intérieure Deutsche Binnenreederei de la RDA.

### Préservation
En décembre 1974, le Württemberg a été remorqué jusqu'aux prairies de l'Elbe devant la mairie de Magdebourg sur l'île de Rotehorn lors d'inondations. Il a ensuite été transformé en navire musée. Un restaurant y a également été ouvert.
Après l'inondation de 2002, au cours de laquelle l'intérieur a été endommagé par l'eau, le navire musée et le restaurant ont été rouverts dès octobre 2006 après une rénovation complète de l'intérieur.

## Galerie

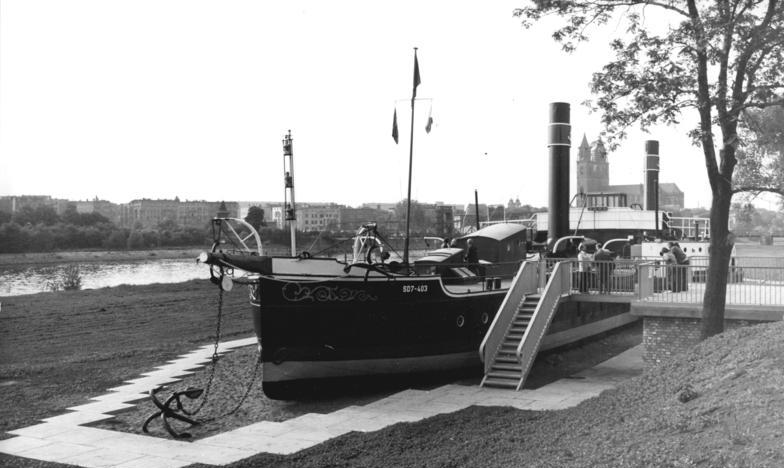
Archives fédérales (1976).
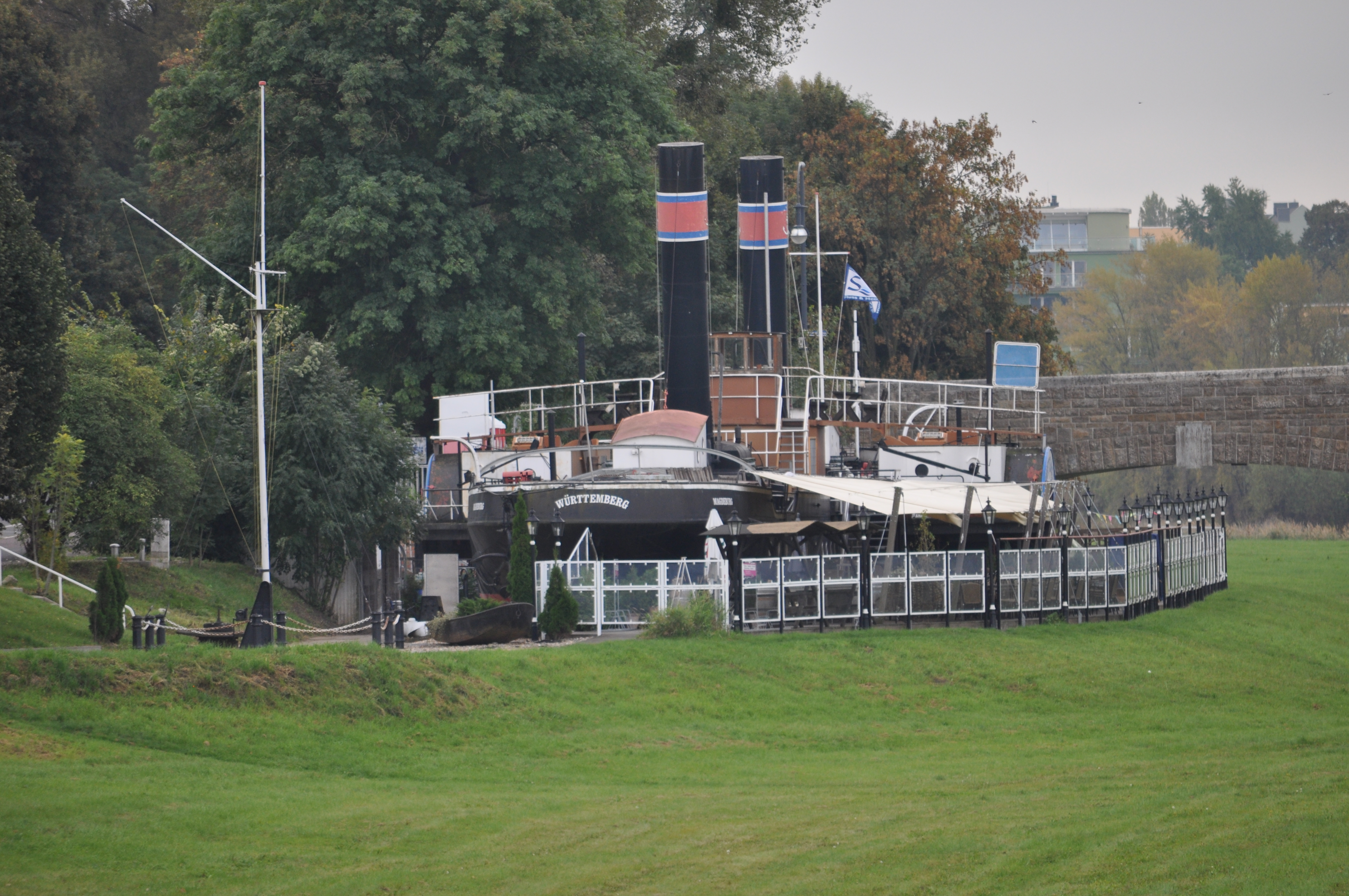
Wurttemberg en 2014.